# Bloemerstraat (Nijmegen)
De Bloemerstraat is een straat in het centrum van de Nederlandse stad Nijmegen. De straat loopt tegenwoordig vanaf Plein 1944 een eind in zuidelijke richting tot aan het kruispunt met de Eerste Walstraat. Hierna gaat de Bloemerstaat over in de Smetiusstraat.

## Geschiedenis
De straat wordt in 1770 vermeld als Bloemer Straat, en vanaf 1812 met de huidige schrijfwijze. Eerder (in de 16e eeuw) was de straat al bekend als Bloemeborchschestraat; deze naam verwees naar een verdedigingstoren, de Blommerthorn of Bloemberger toren. Van deze toren zijn in 2011 restanten ontdekt. "Bloem" is hier een familienaam.

### Ligging tot het einde van de Tweede Wereldoorlog
De Bloemerstraat is tegenwoordig wat korter dan vroeger. Tot aan het bombardement op de Nijmeegse Bovenstad van 22 februari 1944 liep de Bloemerstraat in het noorden door tot aan het kruispunt met de Houtstraat; daartegenover lag sinds eind 19e eeuw de Augustijnenstraat. Vanuit het westen kwamen ook de toenmalige Doddendaal en Kroonstraat uit op de Bloemerstraat, terwijl aan de andere kant van dit kruispunt de Zeigelbaan lag. Tijdens de wederopbouw is op deze plek Plein 1944 aangelegd, waarbij ook dit noordelijke stuk van de Bloemerstraat is verdwenen. Dit deel behoorde – samen met de aangrenzende straten – tot de door het oorlogsgeweld zwaarst verwoeste delen van het stadscentrum.

### Vanaf 1950
Vanaf de jaren 1950 werd de Bloemerstraat grondig hersteld van alle oorlogsschade en volledig nieuw ingericht, als een moderne winkelstraat. Vanaf het begin van de 21e eeuw raakte de straat echter gaandeweg in verval; steeds meer panden stonden leeg en ook het imago van de straat verslechterde, vanwege de vele overlast. De provincie Gelderland en de gemeente Nijmegen besloten in de jaren 2010 om 750.000 euro extra in de straat te investeren. In 2019 was de straat weer sterk opgeknapt.

## Kunst
Op de hoek met de Eerste Walstraat, tegen de gevel van een café, is in 2017 een muurschildering ter grootte van 120 m² aangebracht die een veelkleurige vogel voorstelt. Deze streetart is het werk van Collin van der Sluijs en "Super A".